# Evelyn Ellis
Pour les articles homonymes, voir Ellis.

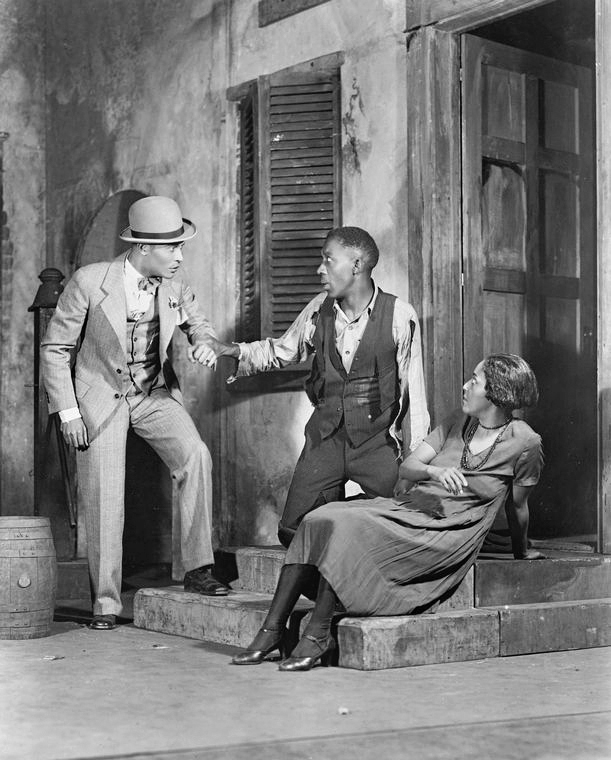
De g. à d. : Percy Verwayne (Sportin' Life), Frank Wilson (Porgy) et Evelyn Ellis (Bess), à la création de Porgy en 1927 à Broadway

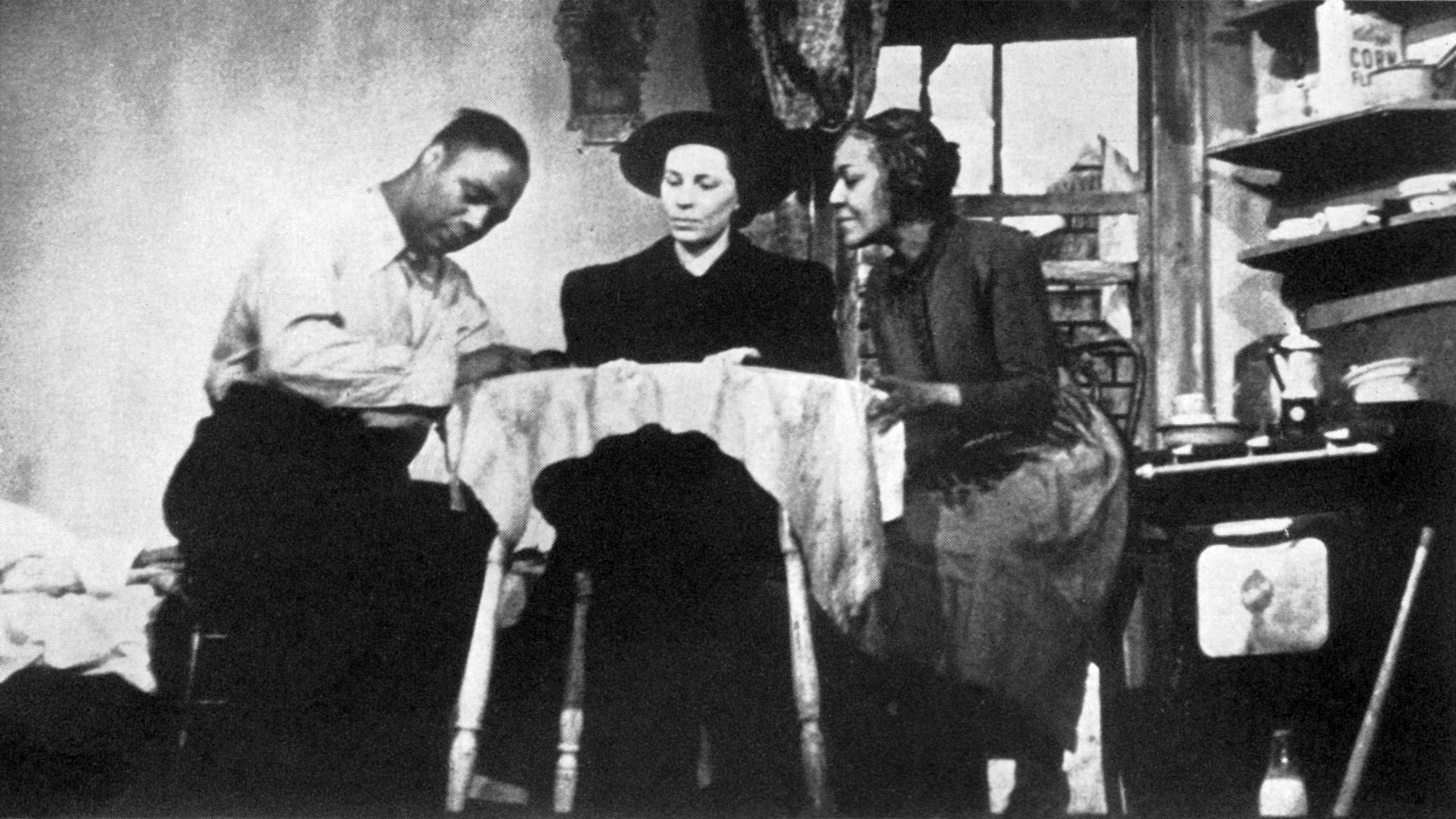
De g. à d. : Canada Lee, Eileen Burns et Evelyn Ellis, à la création d’Un enfant du pays en 1941 à Broadway

Evelyn Ellis, née le 2 février 1894 à Boston (Massachusetts) et morte le 5 juin 1958 à Saranac Lake (État de New York), est une actrice et metteuse en scène américaine.

## Biographie
Entamant sa carrière au théâtre, Evelyn Ellis joue notamment à Broadway (New York) entre 1927 et 1953, principalement dans des pièces. Un de ses rôles notables est celui de Bess dans Porgy de Dorothy et DuBose Heyward, représentée d'octobre 1927 à août 1928 (puis reprise en septembre-octobre 1929), aux côtés de Frank Wilson dans le rôle-titre.
Ultérieurement, citons Un enfant du pays (en) de Paul Green (en) et Richard Wright (1941, avec Canada Lee et Frances Bavier) et The Royal Family (en) d'Edna Ferber et George S. Kaufman (1951, avec Ethel Griffies et John Emery). En outre, elle est actrice et metteuse en scène de La Route du tabac (en) de Jack Kirkland (en) (1950).
Au cinéma, elle contribue à quatre films américains, le premier (son unique muet) étant A Son of Satan d'Oscar Micheaux (1924). Son deuxième film (et premier parlant) est La Dame de Shanghai d'Orson Welles (1948, avec le réalisateur et Rita Hayworth), qui l'avait dirigée à Broadway dans Un enfant du pays précité. Son quatrième et dernier film est Mélodie interrompue de Curtis Bernhardt (1955, avec Eleanor Parker et Glenn Ford).
Enfin, à la télévision américaine, Evelyn Ellis apparaît dans deux séries, en 1949 (The Philco Television Playhouse, un épisode) puis en 1956, pour son ultime prestation à l'écran. Elle meurt deux ans plus tard (en 1958) à 64 ans, des suites d'une maladie cardiovasculaire.

## Théâtre à Broadway (intégrale)
(pièces, comme actrice, sauf mention contraire ou complémentaire)
- 1927 : Goat Alley d'Ernest Howard Culbertson : Lucy Belle Dorsey
- 1927-1928 : Porgy de Dorothy et DuBose Heyward, mise en scène de Rouben Mamoulian : Bess (rôle repris en 1929)
- 1941 : Un enfant du pays (en) (Native Son) de Paul Green et Richard Wright, d'après le roman éponyme de ce dernier, production de John Houseman et Orson Welles, mise en scène d'Orson Welles : Hannah Thomas (rôle repris en 1942-1943)
- 1945 : Blue Holiday, revue, musique et lyrics de divers auteurs (dont Duke Ellington) : rôle non spécifié
- 1945-1946 : Deep Are the Roots d'Arnaud D'Usseau et James Gow, mise en scène d'Elia Kazan : Bella Charles
- 1950 : La Route du tabac (Tobacco Road) de Jack Kirkland (d'après le roman éponyme d'Erskine Caldwell) : Ada Lester[1] (+ metteuse en scène)
- 1951 : The Royal Family d'Edna Ferber et George S. Kaufman, mise en scène de Richard Whorf : Della
- 1953 : Touchstone de William Stucky : Tante Emma

## Filmographie complète

### Cinéma
- 1924 : A Son of Satan d'Oscar Micheaux : rôle non spécifié
- 1948 : La Dame de Shanghai (The Lady from Shanghai) d'Orson Welles : Bessie
- 1953 : The Joe Louis Story de Robert Gordon : Mme Barrows
- 1955 : Mélodie interrompue (Interrupted Melody) de Curtis Bernhardt : Clara

### Télévision
(séries)
- 1949 : The Philco Television Playhouse, saison 1, épisode 25 Dinner's at Antoine de Fred Coe : rôle non spécifié
- 1956 : Playwrights '56 (en), saison unique, épisode 12 Flight de Vincent J. Donehue : Bessie

## Note et référence
1. ↑  Rôle tenu par Elizabeth Patterson
 dans l'adaptation de cette pièce au cinéma en 1941, sous le même titre.